# 馬來語稱謂列表
馬來語是馬來-波利尼西亞語族的一個分支，通行於馬來西亞、印度尼西亞、汶萊、新加坡、泰南、菲南、東帝汶等區域。在演化的過程中，吸收了來自梵語、波斯語、阿拉伯語、希臘語、拉丁語、葡萄牙語、荷蘭語、英語、淡米爾語、泰盧固語、中國方言和其它外來語的辭彙。 以下列表收錄通用於馬來西亞、印度尼西亞、汶萊、新加坡的馬來語頭銜、稱謂和敬稱，部份詞條可能存在定義太短、不夠客觀、不夠準確、沒有規範、存在爭議、已經不再使用、涵意出現變化、沒有單獨詞條、超過多種拼音形式等問題。其定義如下：
- 頭銜（, ），前綴於姓名的稱號，用來標識有關人物的某種身份，包括專業、職業、警階、軍階、官職、聖職、法律、商務、學術、外交、王族、貴族、世襲、榮譽、冊封頭銜，以下不收錄職業、警階、軍階相關的頭銜詞條。
- 稱謂（, ），用來表示恭敬和尊重的稱呼，這種稱呼通常是基於血緣關係、社會關係、職業特性、宗教信仰、社會地位、角色扮演，往往也用來表示有關人物的頭銜。通常，禮儀上對第三人稱使用「稱謂」，對第二人稱使用「敬稱」，對第一人稱使用「尊稱」是罕見和不禮貌的做法。

- 敬稱（, ），基於傳統、法律、官方原則的稱呼，是對有身份、名譽、聲望、地位者的正式稱謂，包括對君主、元首、王室成員、首相、部長、政府官員、外交官員、法官、議員、聖職和其他人員的尊稱。

- 勳銜（, ），後綴於姓名的縮寫，用來標識有關人物的身份認證，包括專業、職業、學位、議會、法務、商務、資格、勳章、獎章、榮譽認證，除了由元首委任需要經過宣誓者（如JP、MP……），其它項目不在本列表收錄的範圍內。

| 舉例說明 | 舉例說明 |
| --- | --- |
| Kebawah Duli Yang Maha Mulia Brigedier-Jeneral Sultan Ibrahim Ismail ibni Almarhum Sultan Mahmud Iskandar Al-haj DK, DK (Pahang), SPMJ, SPDK, SSIJ, SMN, SPMT, SMPK, PIS I Sultan Dan Yang Dipertuan Bagi Negeri Dan Jajahan Takluk Johor Darul Takzim Canselor Universiti Tun Hussein Onn Malaysia Pengerusi Teori Selatan Sdn Bhd | 尊貴的蘇丹依布拉欣·依斯邁陛下 DK, DK (Pahang), SPMJ, SPDK, SSIJ, SMN, SPMT, SMPK, PIS I 柔佛州蘇丹暨元首 馬來西亞敦胡先翁大學名譽校長 南方理論有限公司主席 |

在上述例子中，首列部分是由敬稱、頭銜、姓名組成，「Kebawah Duli Yang Maha Mulia」是對君主的敬稱，「Brigedier-Jeneral」是軍階，劃線的部分是全名，全名由「本名－父名」加上頭銜組成，直譯為「蘇丹依布拉欣·依斯邁，已故的朝覲者蘇丹馬末·依斯干達之子」。第二列部分是勳銜，通常包括被公開承認的榮譽、勳章、獎章、學位的縮寫，以及通過憲報的身份（如JP、MP……），這些身份是由元首任命的，受委任者需要經過一項宣誓儀式。最下列的部分是重要的職位稱號，及其服務的機構。
另外，以第四任和第七任马来西亚首相马哈迪·莫哈末（1981年—2003年，2018年—2020年在任）為例，他在马来西亚聯邦和州屬以及文莱取得封衔，而有不同稱呼：
- Yang Amat Berhormat Tun Dr Mahathir bin Mohammad (只限於馬來西亞聯邦，意思為最尊敬的敦馬哈迪·莫哈末醫生)
- Yang Amat Berhormat Tun Datuk Seri Panglima Dr Mahathir bin Mohammad (只限於沙巴，意思為最尊敬的敦拿督斯里邦里瑪馬哈迪·莫哈末醫生)
- Yang Amat Berhormat Tun Pehin Sri Dr Mahathir bin Mohammad (只限於砂拉越，意思為最尊敬的敦丕顯斯里馬哈迪·莫哈末醫生)
- Yang Amat Berhormat Tun Dato Laila Utama Dr Mahathir bin Mohammad (只限於文萊，意思為最尊敬的敦拿督萊拉烏達瑪馬哈迪·莫哈末醫生)

## A
- 阿邦（Abang），砂拉越的貴族頭銜，它的歷史可追溯至英國殖民時代以前，是對拿督巴丁宜、拿督天猛公、拿督班達、拿督伊瑪目後嗣的尊稱，男性稱為「阿邦」，女性稱為「達央」。如今，「阿邦」的子女可以繼承「阿邦」或「達央」的頭銜；「達央」的子女則不會繼承任何頭銜，除非她是嫁給一位貴族，那麼她的子女將可以繼承延伸自父權的頭銜。在標準馬來語中，abang的意思是「哥哥」，是對同輩男性年齡較長者的稱謂，簡稱為「Bang」或「Bung」，也用來表示親暱的意思，如「Bung Karno」、「Bung Tomo」。參見「Gelaran Keluarga」

- 弟弟、妹妹（Adik），在標準馬來語中，adik的意思是「弟弟」或「妹妹」，簡稱為「Dik」，是對同輩年齡較輕者的稱謂。在書信用語中，對弟、妹的尊稱是「Adinda」。參見「Gelaran Keluarga」

- 阿迪帕蒂（Adipati），中古爪哇的宮廷大臣，君主的代表。在印度尼西亞獨立以前，是地方長官（Bupati）的頭銜。參見「Bupati」

- 阿貢（Agong, Agung），源自梵語，原意是指「最高的」、「偉大的」，在馬來西亞，是對最高元首的俗稱（參見「Yang di-Pertuan Agong」）；在印度尼西亞，也常用於男性人名。[2]

- 奧古斯（Agus），源自拉丁語，原意是指「神聖的」、「高貴的」，在印度尼西亞，也常用於男性人名。

- 會員、成員（Ahli），機構、團體中的基本單位。第四等勳章（員佐級）的名稱，一般沒有特殊稱號，非正式稱為「準拿督」，對應英語中的「Member」。

- 委員（Ahli Jawatankuasa, AJK），委員會的成員。
- 行政議員（Ahli Majlis Mesyuarat Kerajaan, AMMK; State Executive Councillor, EXCO），柔佛、吉打、吉蘭丹、馬六甲、森美蘭、彭亨、檳城、霹靂、玻璃市、雪蘭莪、登嘉樓行政議會的成員，行政議會（Majlis Mesyuarat Kerajaan Negeri, MMKN）是以上十一州的行政機關。

- 埃米爾（Amir, Emir），阿拉伯國家的貴族頭銜。

- 女王、王后、王妃（Ampuan），用於合成詞，給予女性王室成員的頭銜。

- 王后（Tengku Ampuan）
- 王儲妃（Tengku Besar Ampuan）
- 王后（Tunku Ampuan）

- 阿旺（Awang, Awangku），在汶萊，awang指的是馬來王朝的宮廷侍者，如今是對男性的尊稱，意思是「先生」。而「Awangku」是源自汶萊王室的貴族頭銜，是未婚男性王室成員的頭銜，只有「Pengiran」的子女可以使用這個頭銜，「Awangku」的陰性稱為「Dayangku」。「Awangku」和「Dayangku」在婚後將視其血統，繼承「Pengiran」或「Pengiran Anak」的頭銜；如果「Dayangku」是嫁給平民的話，那她將會喪失繼承頭銜的權利。[3]

- 父親（Ayah），爸爸。在書信用語中，對父親的尊稱「Ayahanda」。參見「Gelaran Keluarga」

## B
- 陛下、殿下（Baginda），對蘇丹、君主、王后、蘇丹后的尊稱。

- 爸爸、叔叔、伯伯（Bapa, Bapak, Pak），父親，暱稱指「某某之父」，如「獨立之父」、「發展之父」、「團結之父」、「現代化之父」，簡稱為「Pak」，是對父輩的稱謂，也用來表示親暱的意思，如「Pak Lah」。在書信用語中，對父親的尊稱是「Bapahanda」。參見「Gelaran Keluarga」

- 攝政王（Bakal Raja, Pemangku Raja, Pewaris Raja），蘇丹或君主無法視事期間，暫代管理職務者，一般由王儲出任，非常情況也可能由其他有稱號的王室成員出任。

- 盤陀訶羅（Bendahara），馬來王朝的宰相職稱，掌管全國政務和外交。如今，是統治者授予王室成員的榮譽頭銜。參見「Kerabat Bergelar」

- 傳令官（Bentara），馬來王朝的武官職稱。如今，是統治者授予拿督的榮譽頭銜。參見「Dato' Bergelar」

- 主教（Biskop, Uskup），天主教聖職人員的頭銜。

- 米南加保家長（Buapak），米南加保家族的領袖，家族（Perut）是米南加保族的低層社會結構，由家族成員（Anak Buah）選出家長，即「Ketua Perut」。[4][5]

- 地方長官（Bupati），在印度尼西亞，是指地方（Kabupaten）的領袖。在爪哇，是指梭羅、日惹的宮廷大臣。參見「Adipati」

## C
- 縣長（Camat），在印度尼西亞，是指縣區（Kecamatan）的領袖。

- 名譽校長（Canselor），源自英語「Chancellor」，可能是指英聯邦大法官、國外政府首腦、名譽校長（即校監）或其他頭銜。

- 傑特里亞（Cheteria, Ceteria, Sateria），在汶萊，是指輔佐蘇丹處理政務的大臣，由邦奇蘭担任，地位僅次於維西爾。[3][6] 按階級高低包括：

- 首席傑特里亞（Perdana Cheteria），傑特里亞的領袖。
- 四位傑特里亞（Cheteria 4），首席傑特里亞之下的四位傑特里亞。
- 八位傑特里亞（Cheteria 8），四位傑特里亞之下的八位傑特里亞。
- 十六位傑特里亞（Cheteria 16），八位傑特里亞之下的十六位傑特里亞。
- 三十二位傑特里亞（Cheteria 32），十六位傑特里亞之下的三十二位傑特里亞。

- 小姐（Cik, Che'），對未婚女性的稱謂。用於合成詞，給予女性王室成員的頭銜，尤指出身自平民的王室成員。有時是指「Encik」的簡稱。

- 女士（Cik Puan, Che' Puan），對已婚女性的稱謂。用於合成詞，給予女性王室成員的頭銜，尤指出身自平民的王室成員。參見「Raja Puan」

- 王儲妃（Cik Puan Besar），霹靂王儲妃
- 三王妃（Cik Puan Muda），霹靂三王妃

## D
- 鄧（Daeng, Daing），武吉斯王族的頭銜。

- 拿汀（Datin），可能是指：

1. 拿督夫人，拿督的元配。
2. 女拿督，在吉蘭丹，第二等勳章（拿督級）女性佩戴者的頭銜，包括吉蘭丹皇冠勳章（DPMK）、吉蘭丹精神勳章（DJMK）、吉蘭丹英勇勳章（DPKK）、吉蘭丹效忠勳章（DPSK）的佩戴者。
3. 高級拿督夫人，高級拿督的元配。
4. 女高級拿督，在吉蘭丹，第一等勳章（斯里級）女性佩戴者的頭銜，包括吉蘭丹皇冠勳章（SPMK）、吉蘭丹精神勳章（SJMK）、吉蘭丹英勇勳章（SPKK）、吉蘭丹效忠勳章（SPSK）的佩戴者。

- 拿汀斯迪亞（Datin Setia），在雪蘭莪，蘇丹沙拉夫丁勳章（SSIS）女性佩戴者的元配。
- 拿汀威拉（Datin Wira），吉打輝煌勳章（DGMK）、馬六甲卓越勳章（DCSM）、端姑賽西拉魯丁勳章（DSSJ）女性佩戴者的元配。

- 拿汀巴杜卡（Datin Paduka），可能是指：

1. 女拿督，在柔佛和雪蘭莪，第二等勳章（拿督級）女性佩戴者的頭銜，包括柔佛皇冠勳章（DPMJ）、蘇丹依斯邁勳章（DSIJ）、雪蘭莪皇冠勳章（DPMS）、蘇丹沙拉胡丁勳章（DSSA）、蘇丹沙拉夫丁勳章（DSIS）的佩戴者。
2. 女高級拿督，在柔佛和雪蘭莪，第一等勳章（斯里級）女性佩戴者的頭銜，包括柔佛皇冠勳章（SPMJ）、蘇丹依斯邁勳章（SSIJ）、蘇丹沙拉胡丁勳章（SSSA）的佩戴者。
3. 拿督巴杜卡夫人，蘇丹阿都哈林勳章（DHMS）、端姑賽布特拉勳章（DSPJ）、端姑賽西拉魯丁勳章（DSSJ）佩戴者的元配。

- 拿汀巴杜卡斯迪亞（Datin Paduka Setia），在雪蘭莪，蘇丹沙拉夫丁勳章（SSIS）女性佩戴者的頭銜。

- 拿汀巴杜卡斯里（Datin Paduka Seri），女拿督斯里，雪蘭莪皇冠勳章（SPMS）女性佩戴者的頭銜。

- 拿汀斯里（Datin Seri, Datin Sri），可能是指：
  1. 拿督斯里夫人，拿督斯里的元配。
  2. 拿督斯里烏達瑪夫人，在檳城和森美蘭，有可能是指拿督斯里烏達瑪的元配。

- 拿汀斯里烏達瑪（Datin Seri Utama），在聯邦直轄區，是指拿督斯里烏達瑪夫人。

- 拿督（Dato', Datuk, Datu），源自古马來語，在馬來王朝，是對貴族、封臣、地方酋長、長老等領袖的尊稱。在馬來西亞和汶萊，是榮譽制度第二等勳章（拿督級）佩戴者的頭銜。在柔佛、彭亨、雪蘭莪、登嘉樓和吉蘭丹，第一等勳章（斯里級）佩戴者的頭銜也是「拿督」，包括柔佛皇冠勳章（SPMJ）、蘇丹依斯邁勳章（SSIJ）、彭亨皇冠勳章（SIMP）、雪蘭莪皇冠勳章（SPMS）、蘇丹沙拉胡丁勳章（SSSA）、登嘉樓皇冠勳章（SPMT）、吉蘭丹皇冠勳章（SPMK）、吉蘭丹精神勳章（SJMK）、吉蘭丹英勇勳章（SPKK）、吉蘭丹效忠勳章（SPSK）的佩戴者，以示区別，非正式也稱為「高級拿督」。

在馬來西亞和印度尼西亞的米南加保部落，「拿督」是氏族酋長的稱號，他是經由傳統習俗選出的領袖。在米沙鄢群島、棉蘭老島和北婆羅洲，「Datu」是世襲貴族的頭銜。在標準馬來語中，datuk的意思是「爺爺」，是對祖父輩的稱謂，簡稱為「Tok」或「Tuk」，也用來表示親暱的意思，如「Tok Guru」（參見「Gelaran Keluarga」）。由「拿督」衍生的榮譽頭銜有：
- 拿督巴杜卡（Dato' Paduka），蘇丹阿都哈林勳章（DHMS）、端姑賽布特拉勳章（DSPJ）、端姑賽西拉魯丁勳章（DSSJ）佩戴者的頭銜。
- 拿督巴拉望（Dato' Pahlawan），霹靂英勇勳章（DPTS）佩戴者的頭銜。
- 拿督斯迪亞（Dato' Setia），蘇丹沙拉夫丁勳章（SSIS）佩戴者的頭銜。
- 拿督威拉（Dato' Wira, Datuk Wira），吉打輝煌勳章（DGMK）、馬六甲卓越勳章（DCSM）、端姑賽西拉魯丁勳章（DWSJ）佩戴者的頭銜。

- 有稱號的拿督（Dato' Bergelar），馬來君主冊封予貴族、平民的拿督稱號，延用古代宮廷大臣的職銜。[7] 可能在宮廷擔任職務，或純粹只是榮譽性質。參見「Orang Besar」

- 米南加保族長（Dato' Lembaga），米南加保氏族的領袖，氏族（Suku）是米南加保族的中層社會結構，由家長（Buapak）選出族長，即「Ketua Suku Anggota Masyarakat」。[4][5]

- 拿督斯里（Dato' Seri, Dato' Sri, Datuk Seri），「拿督」和「斯里」的合成詞，第一等勳章（斯里級）佩戴者的頭銜，主要獲贈者是部長、大法官、高級官員、黨魁、商賈。由「拿督斯里」衍生的榮譽頭銜有：

- 拿督斯里邦里瑪（Dato' Seri Panglima, Datuk Seri Panglima），霹靂英勇勳章（SPTS）、京那峇魯勳章（SPDK）佩戴者的頭銜。
- 皇家拿督斯里（Dato' Seri DiRaja, Dato' Seri Diraja），蘇丹阿玆蘭沙勳章（SPSA）、端姑賽布特拉勳章（SSSJ）佩戴者的頭銜。
- 皇家拿督斯里盤陀訶羅（Dato' Seri Diraja Bendahara Negara），盤陀訶羅勳章（DBSJ）佩戴者的頭銜。
- 皇家拿督斯里斯迪亞（Dato' Seri Setia Diraja），端姑賽西拉魯丁勳章（SPSJ）佩戴者的頭銜。
- 拿督巴杜卡斯里斯迪亞（Dato' Paduka Seri Setia），汶萊烏嘎瑪伊斯蘭勳章（PSSUB）佩戴者的頭銜。
- 拿督斯里斯迪亞（Dato' Seri Setia），汶萊烏嘎瑪伊斯蘭勳章（DSSUB）、汶萊效忠勳章（PSNB）佩戴者的頭銜。
- 拿督巴杜卡斯里（Dato' Paduka Seri），汶萊英勇輝煌勳章（DPKG）、汶萊英勇表揚勳章（DPKT）佩戴者的頭銜。
- 拿督斯里巴拉望（Dato' Seri Pahlawan），汶萊巴拉望勳章（PSPNB）佩戴者的頭銜。
- 拿督巴杜卡斯里萊拉迦薩（Dato' Paduka Seri Laila Jasa），汶萊有功勳章（PSLJ）佩戴者的頭銜。
- 拿督斯里巴杜卡（Dato' Seri Paduka），汶萊皇冠勳章（SPMB）佩戴者的頭銜。

- 拿督斯里烏達瑪（Dato' Seri Utama, Datuk Seri Utama），「拿督」、「斯里」和「烏達瑪」的合成詞，特等勳章（烏達瑪級）佩戴者的頭銜，主要獲贈者是蘇丹、州元首、敦或王室成員。包括汶萊斯里烏達瑪勳章（DK）、吉打烏達瑪勳章（DUK）、森美蘭烏達瑪勳章（SUNS）、蘇丹米占·再納·阿比丁勳章（SUMZ）佩戴者、馬六甲榮譽勳章（DUNM）、檳城榮譽勳章（DUPN）、聯邦直轄區榮譽勳章（SUMW）的佩戴者。相關的榮譽頭銜有：

- 拿督萊拉烏達瑪（Dato' Laila Utama），汶萊萊拉烏達瑪勳章（DK）佩戴者的頭銜。

- 達圖（Datu），米沙鄢群島、棉蘭老島、北婆羅洲的貴族頭銜。參見「Datuk」

- 米南加保酋長（Datuak, Datuk Luak），在印度尼西亞和馬來西亞，是指米南加保人的領袖，部族（Luak）是米南加保族的上層社會結構，部族的領袖稱為「拿督」（Datuk Luak）。[4] 參見「Undang Luak」

- 拿督阿瑪（Datuk Amar），在砂拉越，翠鳥之星勳章（DA）佩戴者的頭銜。[8]

- 拿督班達、市長（Datuk Bandar），在古時，由蘇丹冊封的地方屬臣，君主的代表。現在，是指馬來西亞地方政府市政局或市政廳的領袖，由州政府任命（在聯邦直轄區是由聯邦直轄區部任命）。

- 拿督巴丁宜（Datuk Patinggi），在砂拉越，翠鳥之星勳章（DP）佩戴者的頭銜。[9]

- 達央（Dayang, Dayangku），在汶萊，dayang指的是馬來王朝的宮廷侍女，如今是對女性的尊稱，意思是「女士」。[3]「Dayang」和「Dayangku」也是砂拉越和汶萊的貴族頭銜，參見「Abang」和「Awangku」。在布魯克王朝，「Dayang」是布魯克家族女性成員的頭銜。[10]

- 副王妃（Dayang Muda），布魯克副王的元配。

- 董事、主任、局長（Direktor），源自英語「Director」，即「Pengarah」。

- 博士（Doktor, Dr.），源自英語「Doctor」，高等教育機構授予的最高等級學位，有時是指「醫生」。

- 唐（英语：Don (honorific)）（Don）

- 唐娜（Donna）

## E
- 媽媽、婶婶、姨姨（Emak, Mak），母親，簡稱為「Mak」，是對母輩的稱謂。在書信用語中，對母親的尊稱是「Bonda」。參見「Gelaran Keluarga」

- 先生（Encik, Enche', En.），對男性的稱謂，簡稱為「Cik」。

- 恩姑（Engku）

## G
- 總督、總裁、元首（Gabenor, Gubernur），源自英語「Governor」，可能是指：

- 英聯邦總督，英國殖民地的首腦，英君代表。
- 國家銀行總裁，國家中央銀行的總裁，中央銀行是國內貨幣政策的主體機構，對其他銀行和金融機構也有監督權。
- 州長，馬六甲、檳城、沙巴、砂拉越的元首，現稱「Yang di-Pertua Negeri」。
- 省長，在印度尼西亞，是指省區（Provinsi）的領袖。

- 家族稱謂與排行（Gelaran Keluarga, Panggilan Keluarga），家族的排行次序，以下是馬來語中常用來表示家族排行的稱謂，除了長子、次子和幼子外，其他名稱的數目和排序，會因為地區、方言、文化等因素而有所不同。除了用來表示孩子的排行次序外，也用來表示長輩的排行次序，如「Pak Long」、「Pak Ngah」、「Mak Long」、「Mak Ngah」等。

1. 長子（Long, Along），原意是「年長的」（Sulong），在大多數地區，指排行第一的孩子。
2. 次子（Ngah, Angah），原意是「中間的」（Tengah），在大多數地區，指排行第二的孩子。
3. 三子（Lang, Alang），原意是「中間的」（Alang）
4. 四子（Teh, Uteh），原意是「白色的」（Putih）
5. 五子（Ndak, Andak），原意是「短的」（Pandak）
6. 六子（Uda），原意是「年輕的」（Muda）
7. 七子（Tam, Itam），原意是「黑色的」（Hitam）
8. 八子（Cik, Acik），原意是「小的」（Kecil）
9. 九子（Njang, Anjang），原意是「長的」（Panjang）
10. 幼子（Cu, Busu），原意是「年幼的」（Bongsu），在大多數地區，是指老么，不論其排行第幾。

- 老師、導師、上師（Guru），源自梵語，對傳授知識者的尊稱，尤指宗教導師，「Guru Besar」是小學校長，「Pengetua」是中學校長。

## H
- 哈芝（Haji, Hajji, Al-haj, Hj.），給予曾經前往阿拉伯天方朝覲者的尊稱，也就是完成信仰伊斯蘭教五功（證信、禮拜、齋戒、天課、朝覲）的穆斯林，陰性稱為「哈嘉」。

- 哈嘉（Hajjah, Hjh.），女性朝覲者。參見「Haji」

- 哈基姆（Hakim），源自阿拉伯語，原意是指「智者」、「醫者」，在馬來語中是指「法官」。

- 首席大法官（Ketua Hakim）
- 大法官（Hakim Besar, Hakim Agung）

- 漢（Hang），在中古時代，馬來王朝給予武士的頭銜。

- 卡達山-杜順民族最高領袖（Huguan Siou），沙巴州卡達山-杜順族群的最高領袖，也是逾30個原住民族群的代表，沙巴團結黨主席丹斯里百林·吉丁岸是這個頭銜的唯一佩戴者，由卡達山-杜順族女祭司於1984年授予。[11]

## I
- 伊古斯蒂（I Gusti）

- 母親（Ibu），媽媽。暱稱指「某某之母」，或表示親暱的意思，如「Ibu Kartini」。在書信用語中，對母親的尊稱是「Ibunda」。參見「Gelaran Keluarga」

- 主母（Ibu Sokong），米南加保部落的精神領袖，米南加保是個母系制度社會，女性有財產和土地的繼承權，男性管理宗教和傳統事務，少數女性也在管理的領域中扮演監督角色。

- 阿訇、伊瑪目（Imam），伊斯蘭教導師。

- 註冊工程師（Ingenieur, Ir.; Professional Engineer, Er.），《註冊工程師法令》是根據法律原則制定的註冊與認證制度，以保證工程師在涉及公眾安全、福利及其它利益的工程時，能够提供專業的服務，在馬來西亞和印度尼西亞，註冊工程師的前綴頭銜是「Ir.」；在新加坡，註冊工程師的前綴頭銜是「Er.」。[12]

- 妻子（Isteri, Istri），用於合成詞，給予女性王室成員的頭銜。

- 王后（Raja Isteri），汶萊王后，汶萊蘇丹的元配。
- 王妃（Pengiran Isteri），汶萊蘇丹的妃嬪。
- 王儲妃（Pengiran Anak Isteri），汶萊王儲妃，汶萊王儲的元配。

## J
- 太平局紳（Jaksa Pendamai, JP），也稱為「太平紳士」，勳銜縮寫是「JP」，是根據《1948年初級法庭法令》（1972年修訂）第98條款，由州政府向最高元首、元首、州元首推薦和委任的仲裁者，太平局紳具有不超過二級推事的司法權力，以及在其它法令中賦予的權限。[13] 鑒於太平局紳的職能已經逐漸式微，檳城自1990年起已經不再委任太平局紳，柔佛自2011年起廢止太平局紳制度，砂拉越沒有實施過太平局紳制度，現有的太平局紳僅存榮譽價值。

## K
- 卡迪（英语：Qadi）（Kadi, Qadi），伊斯蘭教導師。

- 凯撒（Kaisar），羅馬皇帝。

- 哥哥、姐姐（Kakak, Akak, Kak），簡稱為「Kak」，在標準馬來語，是對同輩女性年齡較長者的稱謂；在印尼馬來語，是對「哥哥」和「姐姐」的稱謂。在書信用語中，對兄、姐的尊稱是「Kakanda」。參見「Gelaran Keluarga」

- 甲必丹（Kapitan Cina, Kapitein der Chinezen），全稱「華人甲必丹」，是荷、英殖民政府委任的華僑領袖，以協助殖民政府處理僑民事務，負責解決各種民事糾紛，如果甲必丹無法解決，則提交由殖民政府處理。[14] 在砂拉越，甲必丹是由地方政府委任的華人領袖，每月津貼RM450。[15]（2011年資料）

- 考爾（Kaur），源自旁遮普語，對女性錫克教徒的稱謂，原意是指「公主」，也常用於人名或姓氏。[16]

- 有稱號的王室成員（Kerabat Bergelar, Waris Bergelar），馬來君主冊封予王室成員的稱號，延用古代宮廷大臣的職銜。[7][17][18] 可能是代表王位繼承順序，或在王室理事會擔任職務，或純粹只是榮譽性質。參見「Orang Besar」

- 彭亨王位繼承順位（Kerabat Bergelar Negeri Pahang Darul Makmur），彭亨王位的繼承順序如下：[17]

1. Tengku Mahkota
2. Tengku Muda
3. Tengku Arif Bendahara
4. Tengku Arif Temenggong

- 卡巴拉（Kepala），領袖、頭目、頭人，對應英語「Head」。

- 大傑特里亞（Kepala Cheteria），即「Perdana Cheteria」。
- 縣長（Kepala Distrik），在西巴布亞，是指縣區（Distrik）的領袖。
- 村長（Kepala Desa），在印度尼西亞，是指鄉區（Desa）的領袖。
- 大維西爾（Kepala Wazir），即「Perdana Wazir」。

- 首席、～長（Ketua），領袖，對應英語「Chief」、「Head」、「Leader」。

- 酋長（Ketua Adat），米南加保人的領袖。 參見「Penghulu Luak」和「Undang Luak」
- 族長（Ketua Anak Negeri），沙巴及砂拉越原住民領袖，即「Ketua Kaum」。
- 村長（Ketua Kampung），甘榜、渔村、新村領袖。
- 族長（Ketua Kaum），砂拉越原住民領袖，每月津貼RM450。（2011年資料）
- 坡長（Ketua Masyarakat Cina），砂拉越華人領袖，即「Kapitan Cina」。
- 家長（Ketua Perut），米南加保家族領袖，即「Buapak」。
- 族長（Ketua Suku Anggota Masyarakat），米南加保氏族領袖，即「Dato' Lembaga」。

- 哈里發（Khalifah），源自阿拉伯語，原意是指「真主使者的繼承人」，是伊斯蘭教的宗教與世俗最高領袖的稱號，也是歷史上阿拉伯帝國統治者的頭銜。

- 領事（Konsul）

## L
- 叻沙馬納（Laksamana），封建馬來王朝時代的海軍統帥職稱，四位大臣之一。如今，是統治者授予王室成員的榮譽稱號。參見「Kerabat Bergelar」

- 雷珍南（Letnan Cina, Luitnen der Chinezen），在荷屬東印度群島，是荷蘭殖民政府委任的華僑領袖。

- 隆（Long），吉蘭丹的貴族頭銜，與泰語頭銜「錯誤：語言代碼「Thai royal and noble titles#Luang」不存在」（Luang）有淵源。有時是指「Sulong」的簡稱，給予長子的稱謂。

- 村長（Lurah），在印度尼西亞，是指鄉區（Kelurahan）的領袖。

## M
- 瑪（Ma, Ma Mastura），在吉蘭丹、霹靂和登嘉樓，莎麗法與平民男子的女嗣，陰性稱為「Meor」。

- 推事（Magistret, Majistrit），推事法庭是英國司法體制最初級的刑事法庭，專門審理輕度的刑事罪案，審判者稱為「推事官」或「裁判官」，其職權和等級低於法官。

- 馬哈拉惹（Maharaja, Maharajah），大君，源自梵語，原意是指「土邦的君主」，陰性稱為「Maharani」。在馬來西亞，是統治者授予王室成員的榮譽稱號。參見「Kerabat Bergelar」

- 馬哈拉妮（Maharani, Maharanee），女大君，或馬哈拉惹的元配。

- 曼達里卡（Mandalika, Mendika），在印度尼西亞，對省長或地方領袖的尊稱。

- 部長（Manteri, Menteri, Mentri），全稱內閣部長（Menteri Kabinet），汶萊、馬來西亞、沙巴、砂拉越、新加坡內閣的成員，對應英語「Minister」，以上地區的行政機關稱為內閣（Kabinet）。

- 首席部長（Ketua Menteri），馬六甲、檳城、沙巴和砂拉越的政府首腦，馬六甲、檳城的行政機關稱為行政議會（Majlis Mesyuarat Kerajaan Negeri, MMKN），沙巴、砂拉越的行政機關稱為內閣（Kabinet）。
- 州務大臣（Menteri Besar），柔佛、吉打、吉蘭丹、森美蘭、彭亨、霹靂、玻璃市、雪蘭莪、登嘉樓的政府首腦，行政議會（Majlis Mesyuarat Kerajaan Negeri, MMKN）是以上九個州的行政機關。
- 宫廷大臣（Manteri Istana），汶萊宫廷大臣。
- 內廷大臣（Manteri Pendalaman），汶萊內廷大臣，由貴族擔任。
- 首相（Perdana Menteri），馬來西亞首相。

- 梅拉（Marah, Merah），在古時候，是彭古魯的一種頭銜。混血貴族，米南加保的貴族頭銜，蘇坦與平民女子的後嗣，或布特里與平民男子的後嗣。

- 莫（Mat），用於暱稱。

- 毛拉、大毛拉（Maulai, Maulana），源自阿拉伯語，對德高望重者的尊稱。

- 瑪腰（Mayor Cina, Majoor der Chinezen），在荷屬東印度群島，是荷蘭殖民政府委任的華僑領袖。

- 梅格（Megat），米南加保族的貴族頭銜，Pagaruyung的後嗣，Pagaruyung是米南加保人在西蘇門達臘建立的馬來王國，梅格的子女繼承「Megat」和「Puteri」的頭銜。

- 國會議員（Member of Parliament, MP），國會的成員，在兩院制中是指下議院的成員。國會議員一般由直接選舉產生，執行對內閣的預算審核、聽取報告及質詢，還有立法權及內閣人事的同意權。

- 米爾（Meor, Mir），在吉蘭丹、霹靂和登嘉樓，莎麗法與平民男子的子嗣，陰性稱為「Ma」。

- 穆夫提（Mufti），伊斯蘭教導師。

## N
- 副-（Naib），對應「Vice-」。

- 武吉斯酋長（Nara Busana），武吉斯祭司、巫醫、巴丁爺的頭銜。

- 爺爺、姥姥（Nenek），祖母，對祖母輩的稱謂。在書信用語中，對祖父、祖母的尊稱是「Nenenda」。參見「Gelaran Keluarga」

- 聶（Nik），混血貴族。北大年、吉蘭丹和登嘉樓的貴族頭銜。

- 小姐（Nona），對未婚女性的稱謂，尤指非馬來女性。

- 女士、夫人（Nyonya），對已婚女性的稱謂，尤指非馬來女性。

## O
- 大臣、宮臣（Orang Besar），直譯「大人物」，是指由君主任命，負責處理宮中或地方事務的侍臣。[7][17][18] 參見「Dato' Bergelar」和「Kerabat Bergelar」

- 貴族、酋長（Orang Kaya），直譯「有錢人」，指由君主冊封的貴族、侍臣或領袖。[19] 參見「Datuk」和「Pehin」

## P
- 巴杜卡（Paduka），第三等勳章（官佐級）的名稱，一般沒有特殊稱號，非正式稱為「準拿督」，對應英語「Officer」。

- 對已故者的尊稱（Panggilan Orang Meninggal Dunia），源自阿拉伯語，對已故穆斯林的尊稱。

- Allahyarham，對已故男性穆斯林的尊稱，陰性稱為Allahyarhamah
- Allahyarhamah，對已故女性穆斯林的尊稱，陽性稱為Allahyarham
- Almarhum，對已故男性皇族的尊稱，陰性稱為Almarhumah
- Almarhumah，對已故女性皇族的尊稱，陽性稱為Almarhum

- 邦里瑪（Panglima），馬來王朝的武官職稱。如今，是統治者授予王室成員的榮譽頭銜。參見「Kerabat Bergelar」

- ～長（Pegawai），官員。

- 縣長（Pegawai Daerah），在馬來西亞，是指縣（Daerah）的領袖。

- 丕顯（Pehin），汶萊的貴族頭銜，地位僅次於傑特里亞，一般授予出身自平民者。[3]

- 丕顯（Pehin Manteri），指輔佐蘇丹處理事務的宮廷侍臣，由平民担任，地位僅次於傑特里亞。

- 丕顯斯里（Pehin Sri），砂拉越之星勳章（SBS）佩戴者的頭銜，數量限制為9人，是砂拉越的最高等級勳章。[20]

- 邦曼查、本曼查（Pemanca），砂拉越華人及原住民社區領袖，每月津貼RM700。[15]（2011年資料）

- 教父、牧師（Pendeta）

- 董事、主任、局長（Pengarah），州級政府機構的領導者，對應英語「Director」。

- 總監（Ketua Pengarah），全國政府機構的領導者，對應英語「Director-General」。

- ～長（Penggawa），官員。

- 縣長（Penggawa Jajahan），在吉蘭丹，是指縣（Jajahan）的領袖。

- 主席（Pengerusi），對應英語「Chairman」，有時候是指「Presiden」。

- 校長、院長、所長（Pengetua），「Ketua」的衍生詞，學院、學校等初等教育機構的主管者，「Pengetua」是中學校長，「Guru Besar」是小學校長。

- 彭古魯、本固魯（Penghulu），在馬來西亞和印度尼西亞，是指米南加保族的傳統領袖；在加里曼丹，是指伊斯蘭宗教的宗教領袖或導師；在砂拉越，彭古魯是馬來人社區領袖，每月津貼RM600。[15]（2011年資料）

- 酋長（Penghulu Adat, Penghulu Luak），在馬來西亞和印度尼西亞，是指米南加保支族（Luak Tanah Mengandung）的領袖。 參見「Undang Luak」
- 財務大臣（Penghulu Bendahari），馬來王朝的財政大臣，主要負責管理財產與貢品。
- 縣長（Penghulu Jajahan），在霹靂，是指縣（Jajahan）的領袖。
- 區長（Penghulu Mukim），在馬來西亞和汶萊，是指巫金的領袖，巫金是指縣（Daerah）之下，甘榜（Kampong, Kampung）之上的行政區劃。

- 邦格蘭、邦奇蘭（Pangeran, Pengiran），汶萊王族的頭銜，已婚的汶萊王室成員將視其血統和身份，繼承匹配的頭銜。嫡子可以繼承「Pengiran」的頭銜，嫡女嫁給「Pengiran」的話，也可以繼承「Pengiran」的頭銜，如果嫁給平民的話，則喪失繼承頭銜的權利。[3] 由邦奇蘭衍生的頭銜有：

- 王儲（Pengiran Muda Mahkota），汶萊王儲，汶萊蘇丹的指定繼承者。
- 王子（Pengiran Muda），汶萊蘇丹的子嗣。
- 王女（Pengiran Anak Puteri），汶萊蘇丹的女兒。
- 庶出王子、庶出王女（Pengiran Anak），庶出子女、嫡女的子女、維西爾的子女。

- 主管（Penguasa），管理者。

- 助理（Penolong），協助者。

- 女子（Perempuan），用於合成詞，給予女性王室成員的頭銜。

- 王后（Raja Perempuan），玻璃市王后
- 王儲妃（Tengku Muda Perempuan）

- 君王、親王（Permaisura, Permaisuara）

- 女王、王后、王妃（Permaisuri），用於合成詞，給予女性王室成員的頭銜。

- 最高元首后（Raja Permaisuri Agong），馬來西亞最高元首夫人。
- 王后（Raja Permaisuri）
- 王后（Tengku Permaisuri）

- 總統、主席、總裁（Presiden），源自英語「President」，可能是指國家元首，或機構、團體中的主管者。

- 委員、專員（Persuruhjaya）

- 首席專員（Ketua Persuruhjaya）
- 最高專員（Persuruhjaya Tinggi）

- 教授（Profesor, Prof.），服務於高等教育機構的資深教員。

- 首席教授（Profesor Adjung）
- 皇家教授（Profesor Diraja），由最高元首授予的名譽教授頭銜。
- 名譽教授（Profesor Emeritus），授予退休教授的榮譽頭銜，特別是在學術領域裡有突出成就的資深教授。
- 副教授（Profesor Madya），教授之下的資深教員。
- 助理教授（Penolong Profesor），副教授之下的資深教員。
- 客座教授（Profesor Pelawat）

- 女士（Puan, Pn.），對已婚女性的稱謂。用於合成詞，給予女性王室成員的頭銜。參見「Cik Puan」和「Raja Puan」

- 潘斯里（Puan Sri），丹斯里的元配。

- 布特拉（Putera, Putra, Petra），王子。源自梵語，原意是指「男孩子」。在印度尼西亞，也常用於男性人名。

- 四位王子（Putera Yang Empat），在森美蘭，最高統治者駕崩時，四位米南加保酋長會從四位王子中挑選適任的繼承者。[21] 這四位王子的稱號分別是：

1. 東姑勿刹（Tunku Besar Seri Menanti）
2. 東姑叻沙馬納（Tunku Laxamana）
3. 東姑慕達（Tunku Muda Serting）
4. 東姑邦里瑪（Tunku Panglima Besar）

- 布特里（Puteri, Putri），公主。源自梵語，原意是指「女孩子」。在印度尼西亞，也常用於女性人名。Puteri也是米南加保的一種貴族頭銜，陽性稱為「Megat」。

## R
- 拉汀（Raden, Radin），爪哇王族的頭銜。

- 王儲（Raden Mas），副王。
- 王女（Raden Ayu），已婚的女性王室成員。
- 王女（Raden Ajeng），未婚的女性王室成員。

- 拉惹（Raja, Rajah），君主、王子，源自梵語，原意是指「土邦的君主」，也常用於男性人名，陰性稱為「Rani」。在不同地區有不同的涵義，可能是指：

1. 玻璃市君主，在歷史上，玻璃市曾經是吉打的領土，在由暹羅控制期間，Penghulu Syed Husain被暹羅國王冊封為拉惹，他的後嗣統治玻璃市至今。
2. 霹靂王族，霹靂王室成員的頭銜，沒有區分男女。
3. 雪蘭莪貴族，18世紀時，來自廖內的武吉斯人在馬來亞半島建立雪蘭莪，當時王族的頭銜是拉惹。1898年，王室成員的頭銜改稱為「東姑」，拉惹的後嗣繼承拉惹的頭銜，沒有區分男女。
4. 菲律賓貴族，在呂宋島、米沙鄢群島、棉蘭老島，摩洛族及其他主要原住民族的領袖頭銜。
5. 砂拉越君主，歷史名詞，布魯克君主的頭銜，俗稱「白人拉惹」（Rajah Puteh）。

- 拉惹慕達（Raja Muda），王儲、副王，可能是指：

1. 柔佛副王，柔佛的推定繼承者，王太孫（王儲之長子）的稱號。
2. 吉打王儲，吉打的指定繼承者。
3. 霹靂王儲，霹靂的指定繼承者，當霹靂蘇丹無法視事時，是攝政王的首要人選。
4. 玻璃市王儲，玻璃市的指定繼承者。
5. 布魯克王儲，歷史名詞，布魯克王朝的指定繼承者。
6. 雪蘭莪王儲，雪蘭莪的推定繼承者。

- 拉惹克己（Raja Kecil），王儲、幼王，歷史名詞。

- 王妃（Raja Puan），用於合成詞，給予女性王室成員的頭銜，尤指出身自王族的王室成員。參見「Cik Puan」

- 王儲妃（Raja Puan Besar），霹靂王儲妃
- 三王妃（Raja Puan Muda），霹靂三王妃

- 霹靂王位繼承順位（Raja-raja Negeri Perak Darul Ridzuan），霹靂的王位繼承順位是混合兄終弟及制度，合格的繼承除了蘇丹的子嗣外，也包括了親王。自1953年開始，霹靂王位的繼承順序如下：[18][23]
  1. 王儲（Raja Muda）
  2. 副王儲（Raja DiHilir）
  3. 三王（Raja Kechil Besar）
  4. 四王（Raja Kechil Sulung）
  5. 五王（Raja Kechil Tengah）
  6. 幼王（Raja Kechil Bongsu）

- 拉妮（Rani, Ranee），女君主，或拉惹的元配。

- 王后（Raja Rani），在砂拉越，布魯克君主的元配。
- 王儲妃（Rani Muda），在砂拉越，布魯克王儲的元配。

- 拉圖（Ratu），女王。

- 特派專員、駐節專員（Residen）

## S
- 桑（Sang），用於暱稱，表示尊敬的意思。

- 碩士（Sarjana），高等教育機構授予的學位。

- 理學碩士（Sarjana Sains），理科碩士
- 文學碩士（Sarjana Sastera），文科碩士

- 學士（Sarjana Muda），高等教育機構授予的學位。

- 理學士（Sarjana Muda Sains），理科學士
- 文學士（Sarjana Muda Sastera），文科學士

- 賽、賽義德（Sayyid, Syed），源自阿拉伯語，原意為「男士」，是對男性的稱謂，也常用於男性人名。在南亞和東南亞，是用於先知穆罕默德後裔的頭銜；在玻璃市，是男性王室成員的頭銜，陰性稱為「Sharifah」。[22]

- 上議員（Senator），兩院制中上議院的成員。上議員一般由間接選舉產生，執行對下議院的審核權。

- 斯里、室利（Seri, Sri），源自梵語，原意是指「光明」、「光芒」，用於合成詞，表示更高級別的身份。在印度尼西亞，也常用於人名或姓氏。

- 秘書（Setiausaha）

- 秘書長（Ketua Setiausaha），對應英語「Secretary-General」
- 政務次長（Setiausaha Parlimen）

- 沙、沙赫（Shah），源自波斯語，古代君主的頭銜，也常用於男性人名。

- 沙里夫（Sharif），源自阿拉伯語，在阿拉伯半島對部落長老、宗教領袖的尊稱，也常用於男性人名。在南亞和東南亞，是用於先知穆罕默德後裔的頭銜；在玻璃市，是男性王室成員的頭銜，陰性稱為「Sharifah」。[22]

- 莎麗法、莎麗花（Sharifah），源自阿拉伯語，對女性的稱謂，也常用於女性人名。在南亞和東南亞，用於先知穆罕默德後裔的頭銜；在玻璃市，是女性王室成員的頭銜，陽性稱為「Sharif」或「Syed」。[22]

- 謝赫、沙伊赫（Sheikh），源自阿拉伯語，在阿拉伯半島是對部落長老、宗教領袖的尊稱，在南亞和東南亞是用於男性阿拉伯後裔的頭銜，陰性稱為「Siti」，也常用於男性人名。

- 西達（Sida）

- 西迪（Sidi）

- 辛格（Singh），源自旁遮普語，對男性錫克教徒的稱謂，原意是指「獅子」，也常用於人名或姓氏。[25]

- 西蒂（Siti），源自阿拉伯語，原意為「女士」，是對女性的稱謂。在南亞和東南亞是用於女性阿拉伯後裔的頭銜；在馬來西亞和新加坡，也常用於女性人名。

- 議長（Speaker），在議會中是主持會議議程及調解議員糾紛的權威者。

- 蘇丹（Sultan），源自阿拉伯語，是封建馬來王朝的統治者，柔佛、吉打、吉蘭丹、彭亨、霹靂、雪蘭莪、登嘉樓、汶萊的君主被稱為蘇丹，是憲法承認擁有主權的元首。在菲南、泰南和印度尼西亞，蘇丹是地方君主的頭銜，沒有主權。在馬來歷史上，蘇丹的地位是神聖的，被視為是阿拉在人間的代表。[26]

- 蘇丹娜、蘇丹后（Sultanah），女蘇丹，或蘇丹的元配，由蘇丹冊封。[27] 在歷史上，蘇丹娜握有實權的例子是罕見的，但在母系制度社會，蘇丹娜享有監督權和財產分配權。參見「Sultan」

- 蘇坦（Sutan），米南加保的貴族頭銜，簡稱為「Tan」。

- 沙班達爾（Syahbandar），封建馬來王朝時代的港務總管職稱，四位大臣之一。如今，是統治者授予王室成員的榮譽稱號。參見「Kerabat Bergelar」

## T
- 丹（Tan），用於合成詞，霹靂宮中侍臣的職銜，有時是指「Sutan」的簡稱。

- 丹斯里（Tan Sri），馬來西亞聯邦榮譽制度的一種頭銜，護國有功勳章（PMN）和馬來西亞皇冠勳章（PSM）佩戴者的榮譽頭銜。[28][29]

- 頭家（Tauke, Taukeh），老闆，源自閩南語，對商家的稱謂，尤指華人商人，有時借代指「先生」。

- 天猛公（Temenggong, Temenggung），封建馬來王朝時代的軍事和司法領袖職稱，四位大臣之一。如今，是統治者授予王室成員的榮譽稱號（參見「Kerabat Bergelar」）。在砂拉越，天猛公是馬來人及原住民社區領袖，每月津貼RM800。[15]（2011年資料）

- 東姑、登姑（Tengku），王子、王女。吉蘭丹、彭亨、雪蘭莪、登嘉樓的王族頭銜。

- 王儲（Tengku Mahkota, 吉蘭丹、彭亨、雪蘭莪王儲稱號）

- 東姑（Teuku, Teungku），亞齊的貴族頭銜。

- 副-、署理（Timbalan），對應英語「Deputy」。

- 督（To', Tok），「Datuk」的簡稱，在霹靂，對宮廷大臣的尊稱。

- 督慕達（To' Muda, Tok Muda），「Tok」和「Muda」的合成詞，在霹靂，對宮廷侍者的尊稱。

- 督潘（To' Puan），在森美蘭，是指四位米南加保酋長夫人；在登嘉樓，是指登嘉樓皇冠勳章（DPMT、SPMT）、蘇丹馬末勳章（DSMT）、蘇丹米占·再納·阿比丁勳章（DSMZ）佩戴者的元配。

- 督潘斯里（To' Puan Seri），在登嘉樓，是指蘇丹馬末勳章（SSMT）、蘇丹米占·再納·阿比丁勳章（SSMZ）佩戴者的元配。

- 督潘斯里烏達瑪（To' Puan Seri Utama），在登嘉樓，是指蘇丹米占·再納·阿比丁勳章（SUMZ）佩戴者的元配。

- 督（Toh），在彭亨，對宮廷大臣的尊稱。

- 督慕達（Toh Muda），「Toh」和「Muda」的合成詞，在彭亨，對宮廷侍者的尊稱。

- 杜潘、敦潘（Toh Puan），在馬來西亞，是指護國有功勳章（SMN）和馬來西亞皇冠勳章（SSM）佩戴者的元配；在吉打，是指吉打皇冠勳章（SPMK）佩戴者的元配。

- 屋長（Tuai Rumah），砂拉越長屋原住民領袖，每月津貼RM450。[15]（2011年資料）

- 先生（Tuan），對男士的尊稱，尤其是對位高權重者。在布魯克王朝，「Tuan」是布魯克家族男性成員的頭銜。[10]

- 布魯克副王（Tuan Muda）
- 布魯克三王（Tuan Besar）
- 布魯克幼王（Tuan Bongsu）

- 端姑（Tuanku, Tuangku），「Tuan」的衍生詞。在馬來半島，是對馬來君主、王后的尊稱；在砂拉越，也是對哈芝的尊稱；在亞齊，是一種貴族頭銜。

- 敦（Tun），「Tuan」的變體，中古馬來王朝給予權臣的頭銜。馬來西亞聯邦榮譽制度的一種頭銜，是護國有功勳章（SMN）和馬來西亞皇冠勳章（SSM）佩戴者的榮譽頭銜。[30][31]

- 東姑（Tunku, Tungku），王子、王女。柔佛、吉打、森美蘭的王族頭銜。

- 王儲（Tunku Mahkota）

## U
- 米南加保酋長（Undang Luak, Undang Wilayah），在森美蘭，是指米南加保部族的領袖，部族（Luak）是米南加保族的上層社會結構，四個主要的部族是雙溪烏絨、日叻務、柔河和林茂，部族的領袖稱為「拿督」（Datuk Undang）。除了這四個主要的部族，還有五個支族（Luak Tanah Mengandung），分別是英納斯、烏魯麻坡、古農巴西、特拉芝和仁保，支族的領袖稱為「彭古魯」（Penghulu Luak）。[4][5][21]

1. 雙溪烏絨酋長（Undang Luak Sungai Ujong），Dato' Kelana Putra Sri Jaya。
2. 日叻務酋長（Undang Luak Jelebu），Dato' Mendika Menteri Akhirul Zaman。
3. 柔河酋長（Undang Luak Johol），Dato' Johan Pahlawan Lela Perkasa Setiawan。
4. 林茂酋長（Undang Luak Rembau），Dato' Lela Maharaja 或 Dato' Setia Diraja。

- 翁姑（Ungku）,柔佛貴族分支

## V
- 維西爾（Vizier, Wazir），源自波斯語，指輔佐蘇丹的高級行政顧問。在汶萊，這個職務是由親王担任，地位僅次於蘇丹。[3][6] 自1906年開始的四位維西爾是：

1. 邦奇蘭盤陀訶羅（Pengiran Bendahara）
2. 邦奇蘭迪迦東（Pengiran DiGadong）
3. 邦奇蘭本曼查（Pengiran Pemancha）
4. 邦奇蘭天猛公（Pengiran Temenggong）

- 首席維西爾（Perdana Wazir），汶萊蘇丹的長弟，四位維西爾的領袖，1970年開始設立的頭銜。

## W
- 議員（Wakil Rakyat），也稱為「人民代議員」，是由人民選出的民意代表，民意代表的產生可能是通過直選、間選或委任，他們在不同層級的議會機關中有不同的稱呼，如國會議員（上議員、下議員）、州議員、地方議員，執行對同級行政機關的預算審核、聽取報告及質詢，有些議會尚有立法權及人事同意權。

- 市長（Walikota），在印度尼西亞，是指城市（Kota）的領袖。

- 旺（Wan），混血貴族，王族女子與平民男子的後裔。吉打、吉蘭丹、彭亨、登嘉樓和納土納-阿南巴斯群島的貴族頭銜。

## Y
- 嚴端（Yamtuan），「Yang di-Pertuan」的簡稱。

- 嚴端勿刹（Yamtuan Besar），最高統治者，即「Yang di-Pertuan Besar」。
- 嚴端慕達（Yamtuan Muda），指王儲、副王，即「Yang di-Pertuan Muda」。
- 嚴端克己（Yamtuan Kecil），歷史名詞，指王儲、幼王，即「Yang di-Pertuan Kecil」。

- ～長（Yang di-Pertua, Yang Dipertua），在馬來西亞指州長、議長、地方政府主席，有時候是指「Presiden」。

- 州長（Yang di-Pertua Negeri），馬六甲、檳城、沙巴、砂拉越的元首，由最高元首任命，每屆任期4年，可連任。
- 上議院主席（Yang di-Pertua Dewan Negara），馬來西亞國會上議院的主席。
- 下議院議長（Yang di-Pertua Dewan Rakyat），馬來西亞國會下議院的議長。
- 立法議會議長（Yang di-Pertua Dewan Undangan Negeri），馬來西亞十三州立法議會的議長。
- 地方政府主席（Yang di-Pertua PBT），馬來西亞地方政府市議會或縣議會的主席，由州政府任命。

- 元首（Yang di-Pertuan, Yang Dipertuan），馬來君主。

- 最高元首（Yang di-Pertuan Agong），馬來西亞國家元首。
- 最高統治者（Yang di-Pertuan Besar），森美蘭最高統治者，由四位米南加保酋長從四位王子中選出。
- 王儲（Yang di-Pertuan Kecil），幼王，王位的推定繼承者。
- 王儲（Yang di-Pertuan Muda），副王，王位的指定繼承者, 通常指登嘉樓王儲。
- 國家元首（Yang di-Pertuan Negara），汶萊蘇丹、新加坡元首（1959－65年）和沙巴元首（1963－76年）的頭銜。
- 州元首（Yang di-Pertuan Negeri），麻六甲、檳城、砂勞越、沙巴總督的頭銜。

## 敬稱
| 翻譯         | 敬稱                                                        | 對象                                                                   |
| ------------ | ----------------------------------------------------------- | ---------------------------------------------------------------------- |
| ……陛下       | Kebawah Duli Yang Maha Mulia Seri Paduka Baginda, KBDYMMSPB | 馬來西亞最高元首、最高元首后                                           |
| ……陛下       | Kebawah Duli Yang Maha Mulia Paduka Seri Baginda, KBDYMMPSB | 汶萊蘇丹                                                               |
| ……殿下       | (Kebawah) Duli Yang Maha Mulia, KBDYMM, DYMM                | 蘇丹、蘇丹后、君主、王后                                               |
| ……殿下       | Yang Maha Mulia, YMM                                        | 前最高元首、前蘇丹、王太后                                             |
| ……殿下       | (Duli) Yang Teramat Mulia, DYTM, YTM                        | 王儲、王儲妃                                                           |
| ……殿下       | Yang Amat Dimuliakan                                        | 聯邦王室勳章（DMN）的佩戴者                                            |
| ……殿下       | Yang Dimuliakan                                             | 擔任宮廷大臣的王室成員                                                 |
| ……殿下       | Yang Amat Mulia, YAM                                        | 有稱號的王室成員、森美蘭四位酋長                                       |
| ……殿下       | Yang Mulia, YM                                              | 一般王室成員                                                           |
| ……閣下       | Tuan Yang Terutama, TYT                                     | 州元首、大使                                                           |
| 最尊敬的……   | Yang Amat Berhormat, YAB                                    | 首相、副首相、州務大臣、首席部長、霹靂四位大臣                         |
| 尊敬的……     | Yang Berhormat, YB                                          | 部長、副部長、議長、議員、柔佛皇冠勳章（SPMJ）的佩戴者、霹靂八位大臣   |
| 尊敬的……殿下 | Yang Berhormat Mulia, YBM                                   | 出身於王室的議員                                                       |
| 最睿智的……   | Yang Amat Arif, YAA                                         | 首席大法官、上诉庭主席、馬來亞大法官、沙巴與砂拉越大法官               |
| 睿智的……     | Yang Arif, YA                                               | 聯邦法庭法官、上诉庭法官、高庭法官、地庭法官、推事庭法官、回教法庭法官 |
| 最受眷佑的…… | Yang Amat Berbahagia, YABhg.                                | 敦、杜潘、TYT的元配、YAB的元配、YAA的元配                              |
| 受眷佑的……   | Yang Berbahagia, YBhg.                                      | 丹斯里、聯邦拿督、YB的元配                                             |
| 最忠誠的……   | Yang Amat Setia                                             | 有榮譽頭銜的軍官、警官，及其他紀律與執法部門的官員                     |
| 忠誠的……     | Yang Setia                                                  | 沒有榮譽頭銜的軍官、警官，及其他紀律與執法部門的官員                   |
| ……先生       | Yang Amat Berusaha                                          | 有榮譽頭銜的政府部門官員                                               |
| ……先生       | Yang Berusaha                                               | 沒有榮譽頭銜的政府部門官員                                             |
| ……先生       | Yang Amat DiHormati, YADH                                   | 雪蘭莪拿督、宮廷大臣                                                   |
| ……先生       | Yang DiHormati, YDH                                         | 霹靂拿督、宮廷大臣                                                     |
| ……先生       | Yang Hormat, YH                                             | 彭亨拿督、宮廷大臣                                                     |
| 敬愛的……     | Yang Terhormat, Yth.                                        | 書信用語                                                               |
| ……老師       | Sahibus Samahah                                             | 穆夫提                                                                 |
| ……老師       | Sahibul Fadillah                                            | 卡迪                                                                   |
| ……老師       | Al Fadil, Al Ustaz                                          | 宗教導師                                                               |
| ……哈只       | Haji, Hajjah                                                | 朝覲者                                                                 |

## 註解
- Agong, Agung 最高的，偉大的
- Amat 很，非常
- -ah 〔後綴〕構成陰性名詞
- Ahli 成員，會員
- Arif 聰明的
- Baginda 陛下，殿下
- Bahagia 幸福的，受庇佑的
- Ber- 〔前綴〕有的
- Besar 大的
- Bintang 星章
- Bongsu 年幼的
- Darjah 勳章，勳獎
- Di- 〔前綴〕被的
- Duli 〔古馬來語〕殿下
- Hormat 尊敬的
- Ke- 〔前綴〕構成名詞
- Kecil 小的
- -ku 〔後綴〕我的
- Maha 最的，大的，非常的
- Mahkota 皇冠
- Muda 年輕的
- Mulia 尊貴的
- Paduka 〔古馬來語〕閣下
- Perdana 首先，首領，首位
- Pingat 獎章，獎牌
- Seri, Sri 光芒，光明
- Setia 效忠的
- Sulong 年長的
- Tengah 中間的
- Ter- 〔前綴〕最的，很的，非常的
- Utama 重要的

## 外部連結
- Melayu Online
- Pusat Rujukan Persuratan Melayu @ DBP （页面存档备份，存于）
- Kamus Besar Bahasa Indonesia
- Kamus.net
- Kamus Besar （页面存档备份，存于）